# Thomas Harlan

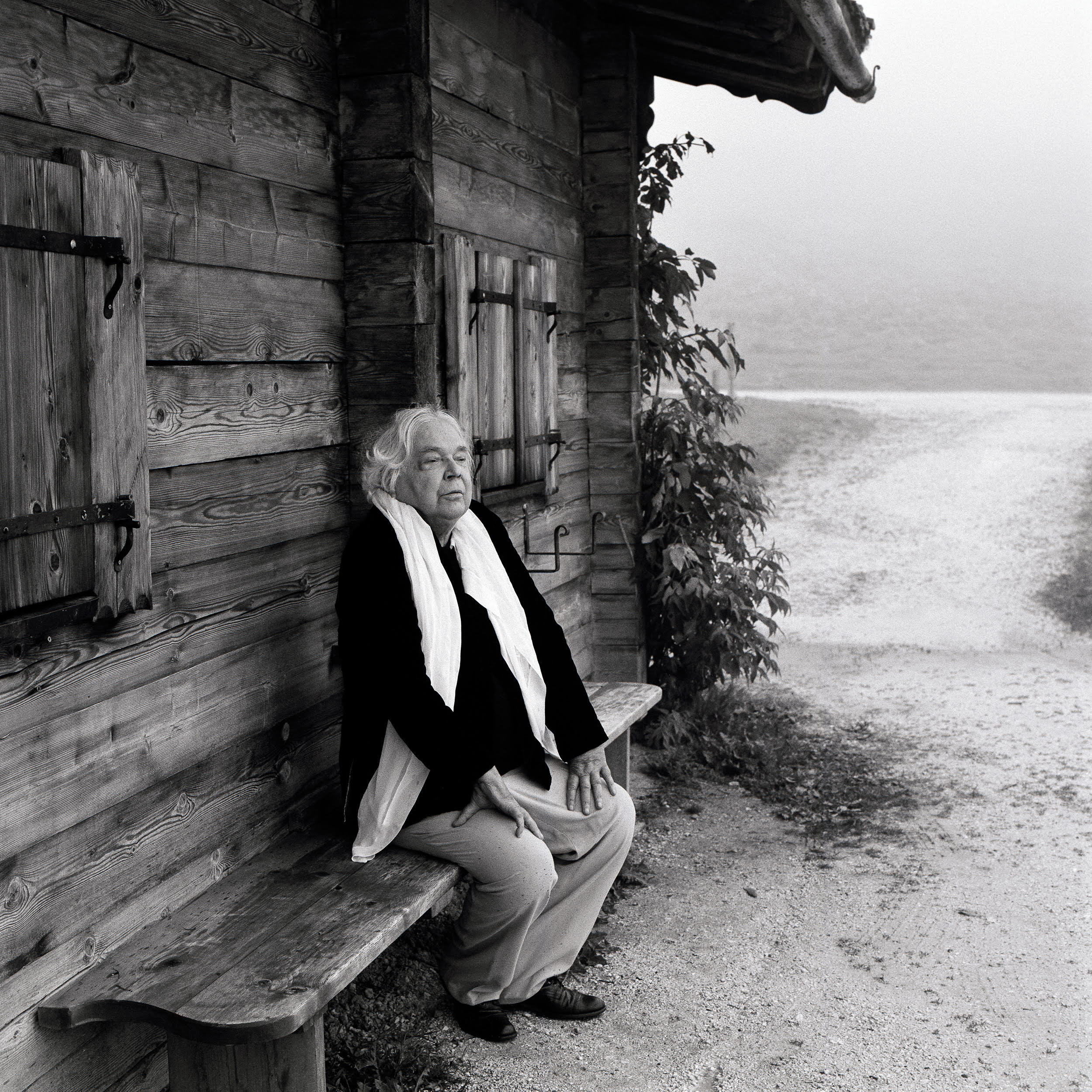
Thomas Harlan, 2007

Thomas Christoph Harlan (* 19. Februar 1929 in Berlin; † 16. Oktober 2010 in Schönau am Königssee) war ein deutscher Autor und Regisseur in französischer und deutscher Sprache.

## Leben und Werk
Harlan war der Sohn des Regisseurs Veit Harlan und der Schauspielerin Hilde Körber. Er verbrachte seine Kindheit in Berlin. Da sein Vater beim nationalsozialistischen Regime hohes Ansehen genoss, lernte er über seine Eltern Reichspropagandaminister Joseph Goebbels kennen. Als Achtjähriger wurde er zu einem Besuch bei Adolf Hitler mitgenommen. 1941 wurde er Führer in der Marine-Hitlerjugend. 1942 wurde er nach Zakopane/Polen, dann auf den Landsitz der Familie von Bonin im Kreis Schlawe evakuiert. 1945 kehrte er nach Berlin zurück.
In Tübingen begann Harlan 1947 ein Philosophiestudium und traf mit Michel Tournier zusammen.
Als er 1948 ein dreimonatiges Auslandsstipendium für die Sorbonne erhielt – Harlan war seinerzeit der erste deutsche Student, der nach dem Kriege in Paris studieren durfte, ohne im Maquis gewesen zu sein – wanderte er nach Frankreich aus und setzte in Paris das Studium der Philosophie und Mathematik fort. Er begann mit Arbeiten für den französischen Rundfunk, wohnte gemeinsam mit Gilles Deleuze bei Michel Tournier, später bei Pierre Boulez und begegnete Armand Gatti und Marc Sabathier-Levêque, dem großen Freund des Lebens. Zusammen mit Klaus Kinski unternahm er 1952 eine Reise nach Israel. Im folgenden Jahr veröffentlichte Harlan sein erstes Theaterstück Bluma und bereiste die Sowjetunion. 1955 folgten die ersten Gedichte in deutscher Sprache. Harlan wurde Mitautor am Drehbuch von Der Fall Sorge (später: Verrat an Deutschland, Regie: Veit Harlan). Die Zusammenarbeit mit seinem Vater scheiterte, seine Arbeit am Drehbuch wurde entstellt. Gemeinsam mit Klaus Kinski und Jörg Henle gründete Harlan 1958 das Junge Ensemble in Berlin. Die Uraufführung seines Theaterstücks Ich selbst und kein Engel – Chronik aus dem Warschauer Ghetto wurde zum Skandal, den der Autor Hans Habe später in seinem Roman Christoph und sein Vater verarbeitete. 1996 wurde das Stück bei den Ruhrfestspielen Recklinghausen unter der Regie von Brian Michaels wieder aufgeführt. Die Rollen wurden von Studierenden der Folkwang Hochschule gespielt.
1959 erhielt Harlan die ersten einer ganzen Reihe von Verleumdungsklagen, unter anderem von dem damaligen FDP-Bundestagsabgeordneten Ernst Achenbach und Franz Alfred Six. Harlan hatte in Polen, wo er seit 1960 auch lebte, mit Recherchen über die Vernichtungslager Kulmhof, Sobibór, Bełżec und Treblinka begonnen. Bis 1964 trug Harlan mit seiner Arbeit in den polnischen Archiven, aus denen er Tausende von Dokumenten über deutsche Kriegsverbrechen zutage förderte, zu der Einleitung von über 2000 Strafverfahren gegen Kriegsverbrecher in der Bundesrepublik bei. Seit 1960 wurde er dabei von dem italienischen Verleger Giangiacomo Feltrinelli unterstützt. Zu dem hessischen Generalstaatsanwalt Fritz Bauer entwickelte sich eine Freundschaft. Gleichzeitig arbeitete Harlan beim Warschauer Rundfunk an Sendungen in deutscher Sprache mit. Aufgrund der Veröffentlichung seiner Archivrecherchen wurde er 1963 wegen Geheimnisverrats in Polen für ein Jahr unter Hausarrest gestellt. Auch in der Bundesrepublik erstattete Hans Globke 1964 gegen ihn Anzeige wegen Landesverrats aufgrund der Benutzung von Vernehmungsprotokollen der deutschen Justiz in polnischen Veröffentlichungen. Er wurde nicht verurteilt, erhielt aber für 10 Jahre keinen deutschen Reisepass und konnte sich in dieser Zeit nicht legal in der Bundesrepublik aufhalten.
Harlan hatte in Warschau eine Liebesbeziehung zu Krystyna Żywulska, die dreißig Jahre später von Andrzej Szczypiorski so kommentiert wurde: eine törichtere Liebe als die, die eine alternde Jüdin gegenüber einem verrückten jungen Deutschen hegt, ist schwer vorstellbar. Harlan brach seine Arbeiten in Warschau 1964 unvermittelt ab. Ein mit Feltrinelli geplantes Buch über die deutschen Kriegsverbrecher kam nie zustande. Er wurde „zu einer seltenen Spezies Mensch: einem internationalen deutschen Revolutionär“. Das Sterben seines Vaters führte Harlan nach Italien. Er schloss sich der linken Gruppierung Lotta Continua an und begann mit literarischen Arbeiten, die neben seinen Reisen und seinem Filmschaffen die folgenden Jahre prägten. 1974 reiste Harlan nach Chile, Bolivien und in die USA. Er engagierte sich für die chilenische Widerstandsbewegung gegen den Diktator Pinochet. Während der „Nelkenrevolution“ 1975 in Portugal begann Harlan als Mitglied des Revolutionsausschusses mit den Dreharbeiten zu Torre Bela (Uraufführung 1977 auf den Internationalen Filmfestspielen in Cannes). Von 1978 bis 1984 arbeitete er an dem Film Wundkanal. Der amerikanische Regisseur Robert Kramer dokumentierte mit dem Film Notre Nazi die Dreharbeiten. Die Uraufführung von Wundkanal und Notre Nazi auf den Internationalen Filmfestspielen von Venedig 1984 und die Aufführung auf der Berlinale 1985 führten zu heftigen Reaktionen und einem erneuten Skandal.
1987 folgten Reisen durch den russischen Fernen Osten für die Vorbereitung des nicht realisierten Filmprojektes Katharina XXIII. Neben der Neuübersetzung des Buchs Hiob nach Guido Ceronetti ins Deutsche begann Harlan 1988 in Haiti mit kreolischen Sprachstudien und den Arbeiten an dem Film Souvenance, der 1990 auf dem Internationalen Filmfestival in Rotterdam uraufgeführt wurde. Es folgten weitere Reisen nach Russland. Harlan schrieb das Drehbuch für den ebenfalls nicht realisierten Film Kinematograf. Im Jahr 2000 erschien sein erster Roman Rosa.
Seit 2001 lebte Harlan in der Klinik Berchtesgadener Land in Schönau am Königssee. Seit dieser Zeit war er in zweiter Ehe mit der Dokumentarfilmerin Katrin Seybold verheiratet. 2003 begann die Zusammenarbeit mit Christoph Hübner an dem Filmprojekt Wandersplitter, die sich bis 2006 hinzog. Im gleichen Jahr veröffentlichte Harlan auch seinen Roman Heldenfriedhof. 2007 folgte der Erzählungsband Die Stadt Ys. Am 16. Oktober 2010 starb Thomas Harlan in Schönau am Königssee.
Er war der Bruder der Schauspielerin Maria Körber.
Siehe auch: Harlan (Familie).
Thomas Harlans Nachlass wird in der Deutschen Kinemathek in Berlin aufbewahrt. Ein weiterer Teilnachlass findet sich im  Archiv des Fritz Bauer Instituts in Frankfurt am Main.

## Werke
Thomas Harlan verfasste Gedichte, Theaterstücke und Drehbücher, unter anderem für Wolfgang Staudte. Er drehte mehrere preisgekrönte, teils auch stark umstrittene Filme (darunter Torre Bela vor dem Hintergrund der Nelkenrevolution und Wundkanal, in dem er den wegen gemeinschaftlichen Mordes an mindestens 6800 Menschen zu lebenslangem Zuchthaus verurteilten SS-Obersturmbannführer Alfred Filbert interviewte und sich dabei filmen ließ).

### Theater
- 1953: Bluma
- 1958: Ich selbst und kein Engel – Chronik aus dem Warschauer Ghetto (unter dem Titel Ich selbst und kein Engel – Dramatische Chronik aus dem Warschauer Ghetto., Henschel Verlag, Berlin 1961)
- 1964: Lux. Beschreibung eines Theaterstücks

### Filme
- 1955: Verrat an Deutschland
- 1975: Torre Bela
- 1984: Wundkanal. Hinrichtung für vier Stimmen. (Wundkanal. DVD. Edition Filmmuseum, 2009)
- 1991: Souvenance
- 2007: Am Ararat (veröffentlicht auf der DVD „Wandersplitter“)
- 2007: Die Organigramme (veröffentlicht auf der DVD „Wandersplitter“)

### Belletristik
- Rosa. Eichborn, Frankfurt 2000, ISBN 3-8218-0693-1.
- Heldenfriedhof. Mitarbeit: Moritz Kirschner. Eichborn, Frankfurt 2006, ISBN 3-8218-0764-4.
- Die Stadt Ys und andere Geschichten vom ewigen Leben. Mitarbeit: Jean-Pierre Stephan. Eichborn, Frankfurt 2007, ISBN 3-8218-0717-2.
- Veit. Mitarbeit: Jean-Pierre Stephan, Sieglinde Geisel. Rowohlt, Reinbek 2011, ISBN 978-3-498-03012-4.
- „Armes Luxemburg?“ – „Pauvre Luxembourg?“. Belleville, München 2011, ISBN 978-3-943157-09-3.

### Hörspiele
- 2001: Rosa – die Akte Rosa Peham, Hörspiel des Monats April 2001. Mit Manfred Zapatka, Heiko Raulin, Bernd Moss, Axel Milberg, Sophie von Kessel, Karin Anselm. Bearbeitung: Michael Farin, Komposition: Helga Pogatschar, Regie: Bernhard Jugel. BR Hörspiel und Medienkunst/WDR 2001. CD: Strunz Enterprises, Erding und Indigo Vertrieb, Hamburg 2001, ISBN 3-934847-13-7. Als Podcast/Download im BR Hörspiel Pool.[11]
- 2001: Rosa – die Reise nach Kulmhof, zweiteiliges Hörspiel mit Sabine Kastius, Katja Amberger, Christiane Roßbach, Kornelia Boje, Stephan Rabow, Günther Maria Halmer. Komposition: Helga Pogatschar, Bearbeitung: Michael Farin, Regie: Bernhard Jugel. BR Hörspiel und Medienkunst 2001. Als Podcast/Download im BR Hörspiel Pool.[12]
- 2006: Heldenfriedhof. Der Roman des Enrico Cosulich (BR Hörspiel und Medienkunst 2006), Bearbeitung: Michael Farin. Regie: Ulrich Lampen
- 2006: Heldenfriedhof. Ich bin nicht mehr in mir – das Leben des Enrico Cosulich (BR Hörspiel und Medienkunst 2006), Bearbeitung: Michael Farin. Regie: Ulrich Lampen
- 2011: Veit, mit Thomas Thieme. Regie: Bernhard Jugel, BR Hörspiel und Medienkunst 2011. (Hörspiel des Monats März 2011). Als Podcast/Download im BR Hörspiel Pool.[13]

### Autobiografisches
- (mit Jean-Pierre Stephan) Das Gesicht deines Feindes. Ein deutsches Leben. Eichborn, Frankfurt 2005, ISBN 3-8218-0763-6.
  - Neuauflage unter dem Titel Hitler war meine Mitgift. Rowohlt. Reinbek 2011, ISBN 978-3-499-25691-2
- Sieglinde Geisel: „Nur was man singen kann, ist hörbar“. Gespräch mit Thomas Harlan. In: Sinn und Form 1/2012, S. 61–71.